# Hermann Fictuld

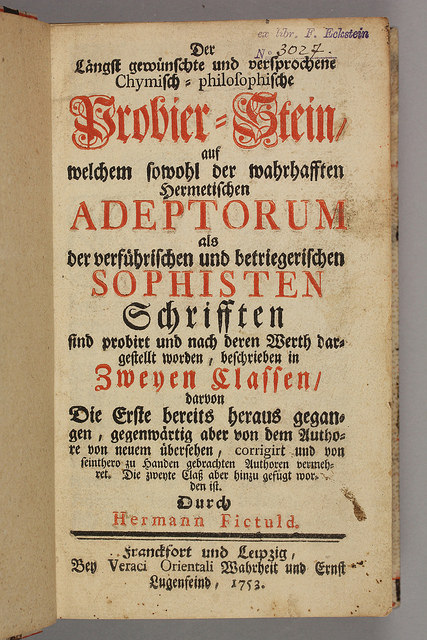
Titelblatt des Probier-Steins 1753

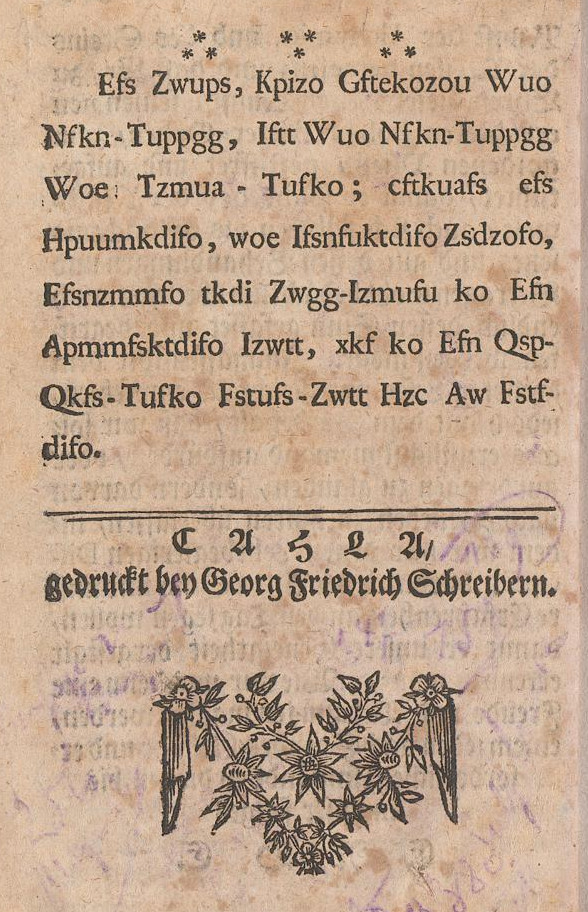
Kryptogramm in Azoth et Ignis Seite 380

Hermann Fictuld war ein pseudonymer Autor alchemistisch-theosophischer Schriften, die im Zeitraum zwischen 1730 und 1760 erschienen. Bedeutend ist er vor allem durch seinen Einfluss auf den Orden der Gold- und Rosenkreuzer, als deren Mitglied er gilt.

## Identität und Lebensdaten
Um die Identität dieses einflussreichen Autors hat es im Laufe der Zeit einige Spekulation gegeben. So behauptet der Freimaurer Christian Karl Friedrich Wilhelm von Nettelbladt in seiner Geschichte freimaurerischer Systeme in England, Frankreich und Deutschland (Berlin 1879), dass aufgrund eines ihm vorliegenden Manuskripts Fictuld ein Johann Heinrich Schmidt von Sonnenberg, geboren am 7. März 1700 sei. Dieser sei 1716 Lehrling eines Militärarztes im ungarischen Temeswar geworden und von diesem in die Alchemie eingeführt worden. Später habe ein Baron Prugg von Pruggenstein aus Innsbruck ihn weiter in der Alchemie unterwiesen. Dem hier genannten Geburtsdatum widerspricht aber eine Angabe aus Fictulds Cabbala Mystica Naturæ (eines der Traktate aus seiner Schrift Hermetischer Triumph-Bogen), dort schreibt er nämlich, er habe das Buch an seinem Geburtstag, dem 14. November 1739, beendet. Im selben Manuskript soll Fictuld an ihn gerichtete Korrespondenz an einen Herrn von Minsthoff in Langenthal in der Schweiz zu senden gebeten haben. Ein weiterer Verweis auf den Oberaargau findet sich in der Neuen Sammlung von einigen alten und sehr rar gewordenen Philosophisch und Alchymistischen Schriften, demnach soll Fictuld identisch mit einem Hans Schmidt, Arzt in Huttwil, gewesen sein.
Weitere Spekulationen betreffend den wirklichen Namen des Autors ergaben sich aus einem Kryptogramm, das sich auf der letzten Seite von Fictulds Azoth et Ignis findet (siehe Abbildung). Nach kurzem Besehen zeigt sich, dass es sich um die einfachste Form der sogenannten Caesar-Verschlüsselung handelt, wobei das Alphabet unter Auslassung des J um ein Zeichen verschoben wird. Als Klartext ergibt sich daraus:
Der Autor, Iohan Fesdinant Vtn

Meim-Stooff, Hess Vtn Meim-Stooff

Vnd Syltz - Stein ; besitzer der

Gottlichen, vnd Hermetischen Arcanen,

Dermallen sich Avff-Haltet in Dem

Zollerischen Havss, wie in Dem Pro-

Pier-Stein Erster-Avss Gab Zu Erse-

chen.
Nach Korrektur offensichtlicher Fehlschreibungen erhält man den Text: „Der Autor, Johann Ferdinand von Meim-Stooff, Herr von Meim-Stooff und Syltz-Stein; Besitzer der göttlichen und hermetischen Arcanen, dermalen sich aufhält in dem Zollerischen Haus, wie aus der ersten Ausgabe des Probiersteins zu ersehen.“ Es ist dabei naheliegend, „Herr von Meim-Stooff und Syltz-Stein“ zu lesen als „Herr von Mein-Stoff und Salz-Stein“, also nicht als konkreten Namen, sondern als Umschreibung für einen Adepten der Alchemie.
Demgegenüber steht der „Herr von Minsthoff“ in Nettelbladts Manuskript, weiter die Angabe Johann Ferdinand von Frydaus, wonach der Probier-Stein von „H. Fictuld und Baron Meinstoof“ verfasst worden sei, es also zwei verschiedene Personen wären.
Weitere Hinweise auf eine Identität bzw. enge Beziehung zwischen Fictuld und einem „Baron von Maienstof“ finden sich in einem Brief von Friedrich Christoph Oetinger und 1779
schreibt der anonyme Verfasser des Hermetischen A.B.C., in dessen 3. und 4. Band einige Schriften von Fictuld nachgedruckt sind, dass Fictuld verstorben sei und der wahre Name „Weinstoof“ aus Langenthal (siehe oben) gewesen sei.
Dieser Name wird von John Ferguson übernommen und mit der Angabe ergänzt, besagter „Weinstof“ sei 1777 im Alter von 78 Jahren verstorben.
Um schließlich die Verwirrung vollständig zu machen, so findet sich in einer frühen Schrift von 1731, die nur in der Sammlung alchemistischer Werke von Denis I. Duveen nachgewiesen ist, im Vorwort die Signatur „per annagrama Hermann Fictuld“, der Name „Hermann Fictuld“ wäre also ein Anagramm, keine der obigen Varianten von Minsthoff etc. ließe sich allerdings anagrammatisch aus „Hermann Fictuld“ bilden. Und endlich meinte 1788 Johann Salomon Semler, dass „HerMann FICtVLD“ als Chronogramm zu lesen wäre, das auf die Zahl 1656 (MDCLVI) deute, ohne allerdings zu erklären, was diese wiederum bedeuten soll.

## Verbindung zu Gold- und Rosenkreuzern
Anders als die Strikte Observanz, welche die Freimaurer in die Nachfolge der Tempelritter zu stellen versucht, deutet Fictuld den von Philipp dem Guten von Burgund gestifteten Ritterorden vom Goldenen Vlies als mystisch-hermetische Gemeinschaft und Wurzel eines in seiner Gegenwart existierenden Ordens der goldenen Rosen=Creutzer, der freilich noch weiter zurückreicht bis in mythische Zeiten antiker Sage. In seinem Traktat Avrevm Vellvs Oder Goldenes Vließ schreibt er im Rahmen seiner Erläuterungen zur hermetischen Tabula Smaragdina:

„Darum bin ich, nebst meinem ordinairen Nahmen, so ich von meinen Eltern in der Jugend empfangen, der dreyfache Mercurius oder Hemes Trismegistus genannt worden, dieweilen ich ein Besitzer der grossen Kunst, die man dazumahlen alle mit dem Nahmen Hermes beleget hat, das ist, ein Besitzer des himmlischen Mercurii, oder des Steins der Weisen, die aber nachmahlen Ritter, Helden, oder Argonauten, Jasones, und zu den Zeiten Philippi, des grossen Hertzogs zu Burgund, nach dessen und seines Sohnes Tod aber, Fratres oder Brüder des hohen Ordens der goldenen Rosen=Creutzer betitult wurden, welchen letztern Nahmen sie denn biß auf diesen Tag behalten, so, daß wenn von diesem Nahmen gesagt wird, auch die Kinder auf der Gasse wissen, daß man darunter einen Goldmacher verstehet.“

Dass eine derartige Provenienz auf real existierende rosenkreuzerische Gruppen ansprechend wirken würde, ist nachvollziehbar. Dementsprechend trägt das erste Dokument, dass einer solchen Gruppe zugeordnet werden kann, den Titel Aureum Vellus seu Iunoratus Fratrum Rosae Crucis und enthält Ritual, Statuten und Mitgliederverzeichnis der Brüder der sogenannten Prager Assembleé, einer rosenkreuzerischen Gruppe, die 1764 aufgelöst wurde.
Das Dokument wurde von dem Forscher Ludwig Aigner in einem ungarischen Archiv gefunden und auf 1761 datiert.
Nach Arnold Marx, der in seiner Dissertation die Ursprünge der Gold- und Rosenkreuzer untersuchte, seien in dieser Schrift wörtliche Zitate Fictulds über die Herkunft der Rosenkreuzer enthalten. Marx vermutet:

„Wahrscheinlich kam Fictuld um das Jahr 1747 zum ersten Mal mit dem bis dahin wirklich ganz im geheimen wirkenden Bund in Berührung, dem er dann die erste Organisation schuf, wenn er nicht geradezu von sich aus eine neue Verbindung unter dem altbewährten Namen ins Leben rief.“

Die Kühnheit solcher Vermutungen wird etwas gemildert dadurch, dass es in den 1760er Jahren eine alchemistische Korrespondenz zwischen Fictuld und dem Freimaurer und Angehörigen der Strikten Observanz Ernst Werner von Raven gab, über die dieser berichtet. Raven war der Verfasser des Manuskripts, auf das sich Nettelbladt berufen hatte (siehe oben). Im Anschluss berichtet Raven, Fictulds Nachfolger sei ein Bruder O. gewesen, mit dem es zu Streit gekommen sei, woraufhin Bruder O. 1770 ihm gedroht habe, ihn aus der Sozietät des „Ros. C.“ auszustoßen. Raven zufolge gehörte Fictuld zu den bestimmenden Mitgliedern dieser Sozietät.
Ein weiteres Indiz für eine wirklich bestehende Verbindung zwischen Fictuld und den Anfängen der Gold- und Rosenkreuzer ist die offenbar hohe Wertschätzung, die Fictuld in deren Kreisen genoss. Fictulds Schriften gehörten zum Kanon der Gold- und Rosenkreuzer und wurden beispielsweise im 3. und 4. Band des (nach einer Vermutung Fricks von Wöllner herausgegebenen) Hermetischen A.B.C.s abgedruckt.

## Schriften
- Wege zum grossen Universal, oder, Stein der alten Weisen. o. O. 1731, OCLC 53712418.
- Chymische Schrifften … darinnen in 12 königlichen Palästen von dem Stein der Weisen gehandelt wird. Göpner, Frankfurt & Leipzig 1734, Digitalisat.
- Der längst gewünschte und versprochene Chymisch-Philosophische Probier-Stein, Auf welchem so wohl die Schrifften der wahren Adeptorum als auch der betrügerischen Sophisten seyn probiret worden […] In zwey Classen verfasset von Hermann Fictuld. Michael Blochberger, Frankfurt & Leipzig 1740, doi:10.3931/e-rara-5455. Erweiterte Fassung Leipzig 1753.
- Hermetischer Triumph-Bogen, auf zweyen Wunder-Säulen der grossen und kleinen Welt bevestiget : Das ist: Zwey Tractätlein von der wahren, ewigen und einigen Weisheit zu des Menschen zeitlichem und ewigem Wohlseyn ; Das erste, genannt Cabbala Mystica Naturæ, handelnd von dem Feurigen Liebes-Saltze der göttlichen Barmhertzigkeit, sonst genannt Lapis Philosophorum: Und das zweyte, Occulta Occultissime, handelnd von der ersten Materia Lapidis Philosophorum, und von dem Menschen, sonderlich aber von ihrer Reinigung, um sie zu dem Endwzeck der Weisheit zu befördern. Veraci Orientali Wahrheit und Ernst Lügenfeind, Petersburg, Kopenhagen & Leipzig 1741 (fiktive Verlagsangabe), Digitalisat.
- Azoth Et Ignis : Das ist das wahre Elementarische Wasser und Feuer Oder Mercurius Philosophorum, Als das einige nothwendige […] des Steins der Weisen. Blochberger, Leipzig 1749, doi:10.3931/e-rara-5453. Darin enthalten: Avrevm Vellvs Oder Goldenes Vließ …
- Hermetica Victoria : Das ist Vollkommen Erfochtener Sieg und Triumph, Des Welt-beruffenen und gleichwohl verachteten Herma-Phroditi, über die gantze Schaar der Götter und Patronen des Metallischen und Mineralischen Reichs; ... Unter einem im Traum gesehenen Reichs-Tage und daselbst gehörten Gespräche vorgetragen und zum Druck befördert. Blochberger, Leipzig 1750.
- Abhandlung von der Alchymie, und derselben Gewißheit. Tetzschner, Erlangen 1754, doi:10.3931/e-rara-5450.
- Tvrba Philosophorvm : das ist Gesammelte Sprüche der Weisen zur Erläuterung der hermetischen Smaragd-Tafel oder von dem Stein der Weisen, wie derselbige zu bereiten sey und erlangt werde. o. O. 1763.
- Fürstliche und Monarchische Rosen von Jericho. Das ist: Moses Testament und Vergabung der Künsten und Wissenschaften … In: Friedrich Roth-Scholtz: Neue Sammlung von einigen alten und sehr rar gewordenen Philosophisch und Alchymistischen Schriften […] als eine neue Fortsetzung des bekannten deutschen Theatri Chymici. Dritter Theil Frankfurt & Leipzig 1771.